# シャー・オブ・デンマーク
シャー・オブ・デンマーク (英語: Shire of Denmark) は西オーストラリア州グレート・サザン地域のシャーであり、西オーストラリア州の地方公共団体である。アルバニーの西約55km、州都パースの南南東約420kmの地点にある。シャーの全面積は1,860平方キロメートル (718 sq mi)であり、行政機関はデンマークに置かれている。

## 歴史
デンマークロード地区の名前は1911年の行政資料に登場する。1961年7月1日、デンマークは地方公共団体へと昇格し、シャー・オブ・デンマークとなった。

## 区
シャー・オブ・デンマークは3つの区に分かれており、それぞれの区が複数の議席を持つ。
- スコッツデール/シャドフォース区 (Scotsdale/Shadforth Ward) (5議席)
- タウン区 (Town Ward) (4議席)
- ケント/ノーナラップ区 (Kent/Nornalup Ward) (4議席)

## 地方行政区分
- デンマーク
- ボウブリッジ
- ヘイゼルヴェール Hazelvale
- オーシャンビーチ
- ペリーヴィル (Parryville)
- ピースフル・ベイ (Peaceful Bay)
- スコッツデール (Scotsdale)
- ティングルデール (Tingledale)
- ウィリアム・ベイ (William Bay)